# Массандровский парк
Массандровский парк — парк-памятник садово-паркового искусства общегосударственного значения. Расположен на территории посёлка Массандра (Большая Ялта). Основан в первой половине XIX века.

## Описание
Площадь парка — 44,1 гектар. На его территории сосредоточено более 250 видов и садовых форм деревьев и кустарников. В парке произрастают как местные виды (сосна крымская, дуб пушистый, иглица понтийская, земляничное дерево, фисташка туполистая, можжевельник высокий), так и экзоты (секвойядендрон гигантский, кедр гималайский, кедр атласский, лавр благородный, магнолия крупноцветковая, бамбук, криптомерия, сосна Бунге, сосна замечательная, пихта прелестная).
Парк был заложен в 1822 году на месте грабового леса немецким садовником Карлом Кебахом. Устроен на трёх террасах последовательно понижающихся от дворца.